# گووبینو
گووبینو (به لاتین: Głobino) یک روستا در لهستان است که در گمینا سووپسک واقع شده‌است. گووبینو ۴۴۸ نفر جمعیت دارد.